# Hortes i molins de Sorrell i la Feneia
Hortes i molins de Sorrell i la Feneia és una obra de Palafrugell (Baix Empordà) protegida com a Bé Cultural d'Interès Local.

## Descripció
Zona d'explotació d'hortes que aprofita l'aqüífer de la conca de l'Aubí i la riera de Vila-seca. Les cases dels hortolans són: ca la Rosalia, can Pinet, can Roura, del Capdemunt, del Mig o d'en Frigola, del Pilot o d'en Sagrera, del Capdavall, d'en Lluent, d'en Juanals). Formen un ampli conjunt de dependències i construccions diverses i vegetació al voltant. A causa de l'expansió urbana de -la població ha desaparegut un nombre considerable d'aquestes construccions envoltades d'hort. Els indrets de característiques similars són: el Pla de Santa Margarida, Cruells, Sorrell, els Forns, Somell, així com la Feneia i els Lladrés.
El molí de vent de ferro forjat de l'Horta del Mig és de la casa "Serreta" de Cassà de la Selva, el fabricant més antic d'aquestes comarques. Segurament és de 1860.
La tipologia d'edificació és força homogènia. La casa és de planta rectangular amb dues plantes, amb un cos que sobresurt i llarga façana a migdia que té obertures verticals ben ordenades. La teulada és a un sol vessant sobre la façana. El mur de tramuntana no té finestres. Presenta una tanca, així com xiprers que ajuden a protegir els conreus del vent. Hi sol haver la torreta sobre la qual s'instal·là el molí de vent metàl·lic de pouar. Cal esmentar a més, els coberts, safareigs, basses, pous canalitzacions, murs de contenció, camins, etc-
Les finques pertanyents a aquesta tipologia més ben conservades són: les veïnes del Cap d'Amunt, horta del mig, horta del Pilot o d'en Sagrera i horta de Cap d'Avall.